# Schwerer Tropischer Sturm Mekkhala (2015)
Schwerer Tropischer Sturm Mekkhala, auf den Philippinen bekannt als Tropischer Sturm Amang, war ein früh in der Pazifischen Taifunsaison 2015 auftretender tropischer Wirbelsturm, der im Januar 2015 auf die Philippinen traf. Mekkhalas Auswirkungen töteten drei Personen in der Bicol-Region und verursachten geringe Schäden in der Landwirtschaft. Vor allem störte der Wirbelsturm den Besuch von Papst Franziskus, der unter anderem eine Messe für die Opfer der Auswirkungen von Taifun Haiyan, der am 8. November 2013 über die Philippinen gefegt war. Außerdem verursachte der Taifun den Crash eines Flugzeuges in Tacloban; dabei kam allerdings niemand ernsthaft zu Schaden.
Das System bildete sich am 13. Januar zwischen Guam und den Philippinen. Während seiner ganzen Existenz bewegte es sich in westnordwestlicher Richtung. Am 14. Januar passierte der Sturm Yap nördlich und intensivierte sich aufgrund mäßiger Windscherung. Die Bedingungen wurden am 16. Januar günstiger für die weitere Entwicklung, und der Sturm erreichte rasch die Spitzenwindgeschwindigkeiten von mindestens 110 km/h; ein zerrupft wirkendes Auge veranlasste das US-amerikanische Joint Typhoon Warning Center (JTWC) zur Einstufung als Taifun. Der Sturm schwächte sich geringfügig ab, bevor er am 17. Januar auf Samar traf. Über Land schwächte sich Mekkhala weiter ab und löste sich am 21. Januar östlich von Luzon auf.

## Sturmverlauf

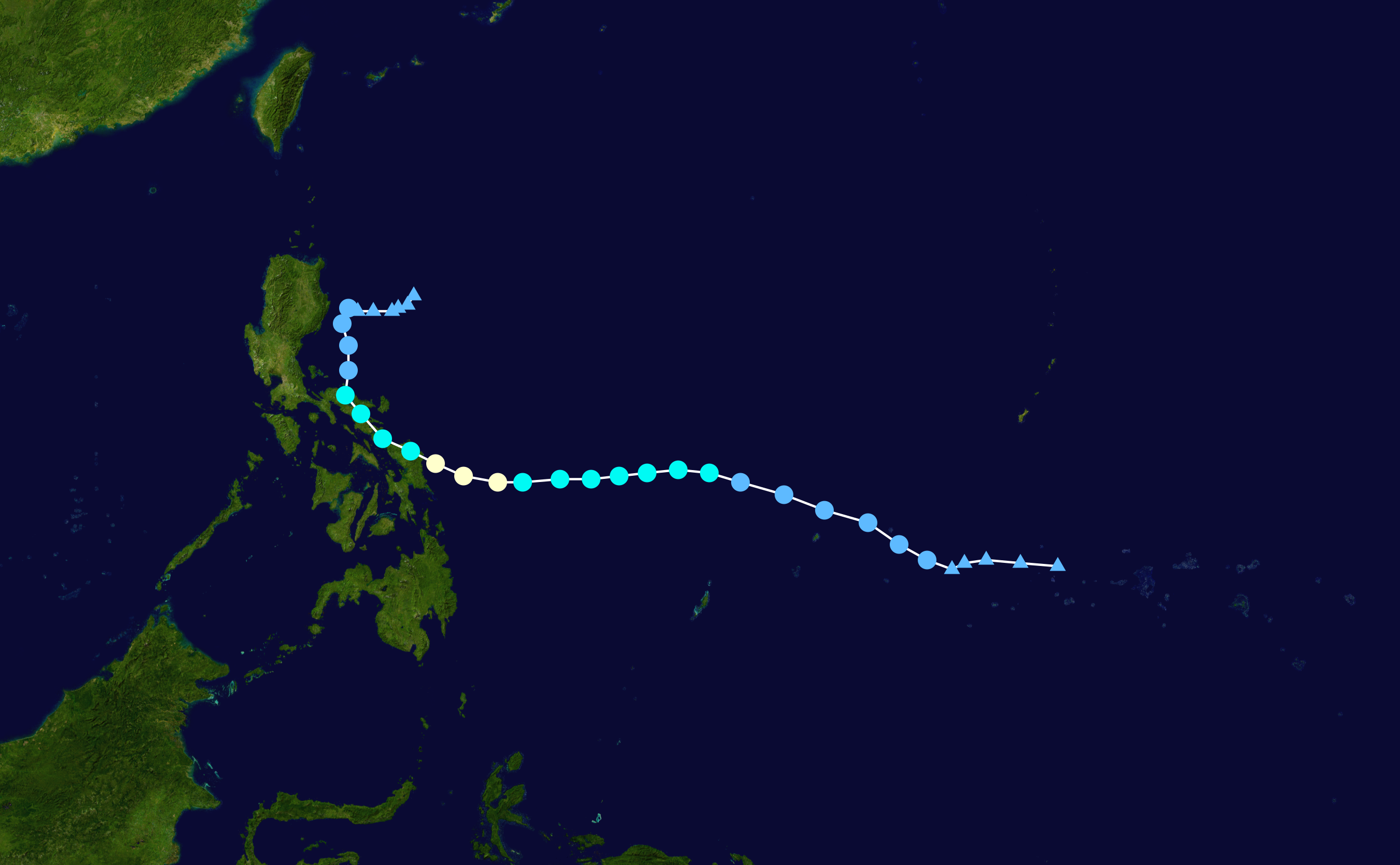
Zugbahn von Mekkhala

Der künftige tropische Wirbelsturm Mekkhala wurde zunächst am 11. Januar in einem Gebiet etwa 205 km südsüdwestlich von Chuuk in Federated States of Micronesia als tropische Störung ausgemacht, das nur begrenzt günstig für die tropische Entwicklung erschien. Zu diesem Zeitpunkt war die bodennahe Zirkulation des Zentrums weiträumig und schlecht definiert, und ein großes Band von tiefer atmosphärische Konvektion flackerte am Nordrand des Zentrums. Im Laufe des darauffolgenden Tages bewegte sich das System westwärts in eine günstiger Umgebung, und die atmosphärische Konvektion wickelte sich in das langsam konsolidierende bodennahe Zirkulationszentrum. Die Japan Meteorological Agency begann infolgedessen früh am 13. Januar mit der Beobachtung des Systems als tropische Depression.
 Im Tagesverlauf begann das Joint Typhoon Warning Center mit der Ausgabe von Warnungen zu dem System und klassifizierte es Tropisches Tiefdruckgebiet 01W, obwohl zu diesem Zeitpunkt die andauernden einminütigen Windgeschwindigkeiten auf der nördlichen Seite des Systems mit 65 km/h bereits Sturmstärke erreichten.
Obwohl die tiefe Konvektion früh am 14. Januar vom freigestellten bodennahen Zirkulationszentrum nach Nordwesten versetzt war, stufte die JMA das System dennoch zu einem tropischen Sturm hoch und vergab den Namen Mekkhala, wobei der mäßige vertikale Windscherung ausgeglichen wurde durch die exzellenten polwärts gerichtete Ausströmung. In der Nachanalyse setzte die JMA die Intensität des Sturmes rückwirkend bereits um 12:00 UTC am 13. Januar hoch. Spät am 14. Januar vergab PAGASA den Namen Amang, weil dieser deren Verantwortungsbereich erreicht hatte.

Der Schwere Tropische Sturm Mekkhala beim Landfall über Samar

Der Sturm zog westnordwestwärts und dann westwärts entlang der südlichen Peripherie einer subtropischen Front, und früh am 15. Januar wurde Mekkhala vom JTWC zu einem tropischen Sturm hochgestuft, weil sich die Struktur eicht verbessert hatte. Mekkhala intensivierte sich am nächsten Tag rasch, weil sich die Bedingungen verbessert hatten; die Windscherung gelangte in Übereinstimmung mit der Bewegung des Sturms und die robuste divergierende Ausströmung bestand weiter. Deswegen stufte die JMA das System am 16. Januar um 06:00 Uhr UTC zu einem schweren tropischen Sturm hoch, und das JTWC im Tagesverlauf zum Taifun, während sich der Central Dense Overcast signifikant verstärkt hatte und das bodennahe Zirkulationszentrum völlig verdeckte. Später enthüllten Mikrowellenaufnahmen, dass Mekkhala eine zerrupfte Eyewall bildete. Der Sturm erreichte am 17. Januar um 00:00 Uhr UTC seinen Höhepunkt mit 10-minütigen andauernden Windgeschwindigkeiten von 110 km/h, die JMA operativ den Höhepunkt als Taifun mit Windgeschwindigkeiten von 130 km/h bewertete.
Nach leichter Abschwächung zog Mekkhala nach Nordwesten und gelangte über Dolores, Eastern Samar über Land, gegen 15:00 Uhr Philippine Standard Time (07:00 Uhr UTC), wo auch Taifun Hagupit einen Monat früher auf Land traf. Sowohl die JMA als auch das JTWC stuften Mekkhala am 17. Januar zu einem tropischen Sturm zurück, weil die Einwirkung des Lands den Sturm signifikant abschwächte. Mekkhala erodierte weiter, als er am 18. Januar über die Bicol-Region hinwegzog, sodass das JTWC den Sturm zum tropischen Tiefdruckgebiet abstufte, als es nach Norden drehte und in die Philippinensee gelangte. Spät am selben Tag stufte auch die JMA Mekkhala zu einem tropischen Tiefdruckgebiet zurück, und kurze Zeit später gab das JTWC die letzte Warnung aus, weil das Zirkulationszentrum aufgrund starker Windscherung sich völlig freistellte. Das tropische Resttief driftete nach Nordosten und behielt östlich von Luzon seine Zirkulation bei, bis es früh am 21. Januar von einer stationären Front absorbiert wurde.

## Auswirkungen

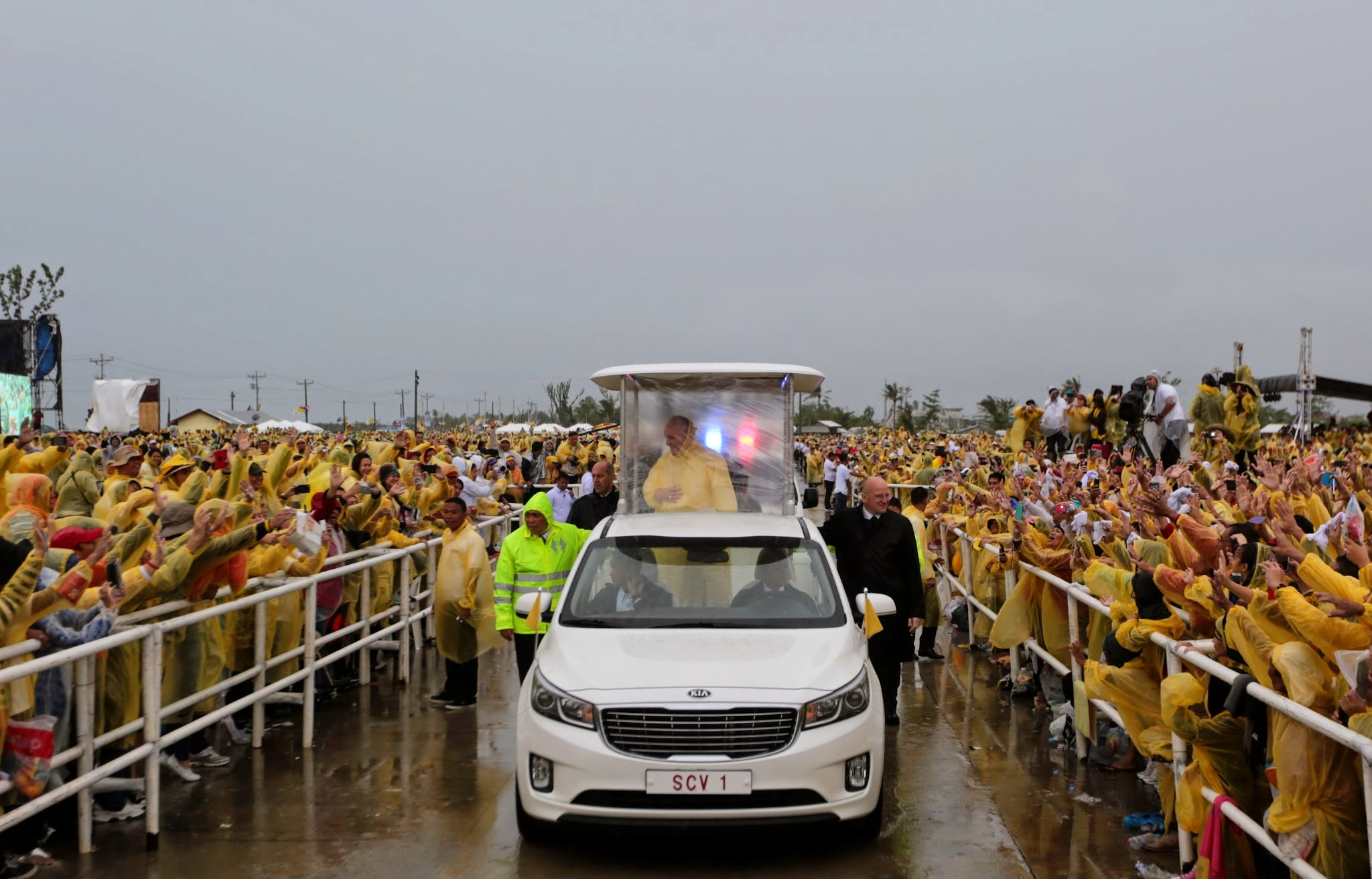
Die Stätte der Papstmesse in Tacloban am 17. Januar

Am 14. Januar zog Mekkhala etwa 95 km nördlich von Yap und weniger als 45 km südlich des Atolls Ulithi vorbei. Eine Spitzenbö mit 58 km/h Niederschlag wurden gemessen. Auf Ulithi erreichte der Niederschlag 100 mm; weder von Ulithi noch aus Yap wurden Personen oder nennenswerte Sachschäden gemeldet.
Die Auswirkungen von Mekkhala, auf den Philippinen auch als Tropischer Sturm Amang bekannt, töteten drei Personen in der Bicol-Region der Philippinen. Der Schaden in der Region summierte sich auf ₱ 318,7 Millionen (USD 7,1 Millionen in Preisen von 2015; USD 8.116.000 in heutigen Preisen), zumeist handelte es sich um Schäden in der Landwirtschaft. Außerdem verursachte der Sturm landwirtschaftliche Schäden in Höhe von ₱ 30,3 Millionen (USD 680.000 in Preisen von 2015; USD 777.000 in heutigen Preisen) in Samar. Die Schäden an der Ernte und die folgende Dürre verursachten Engpässe bei der Versorgung der Philippinen mit Reis, sodass die Regierung im Mai 2015 Reis einführen ließ. Insgesamt wurden im Land 48 Häuser zerstört und weitere 490 wesentlich beschädigt. Die Schäden an der Infrastruktur erreichten ₱ 49,7 Millionen (USD 1,1 Millionen in Preisen von 2015; USD 0 Millionen in heutigen Preisen); die Reparatur der Straßen wurde rasch ausgeführt und bis zum 21. Januar abgeschlossen. Ein Freiwilliger aus der Bicol-Region wurde während der Papstmesse auf dem Daniel Z. Romualdez Airport von einem durch den Wind umgestürzten Lautsprecher erschlagen.
Um den Einwohnern von Tacloban, die durch die Verwüstungen von Taifun Haiyan 2013 und Taifun Hagupit im Dezember 2014 betroffen waren, Trost zu spenden, besuchte Papst Franziskus die vom Sturm geplagte Stadt am 17. Januar. Der Zeitplan für seinen Besuch wurde durch Mekkhala stark beeinflusst; tausende von Pilgern und der Papst feierten die Messe unter freiem Himmel auf dem Flughafen im Dauerstarkregen. Nur Minuten nach dem Start des Flugzeuges, mit dem der Papst Tacloban verließ, wurde ein Privatjet durch starken Wind von der Start- und Landebahn geweht. Die 15 Passagiere an Bord kamen mit dem Schrecken davon. Unter ihnen waren auch Mitglieder des philippinischen Kabinetts.

## Belege
1. ↑  List of names for tropical cyclones adopted by the ESCAP/WMO Typhoon Committee for the western North Pacific and the South China Sea (valid as of 2015). Japan Meteorological Agency, 2015, abgerufen am 24. März 2015 (englisch).
2. 1 2  Significant Tropical Weather Advisory for the Western and South Pacific Oceans January 11, 2015 11z. United States Joint Typhoon Warning Center, ehemals im Original (nicht mehr online verfügbar); abgerufen am 30. August 2016 (englisch). (Seite nicht mehr abrufbar. Suche in Webarchiven)  Info: Der Link wurde automatisch als defekt markiert. Bitte prüfe den Link gemäß Anleitung und entferne dann diesen Hinweis.
3. ↑  Tropical Cyclone Formation Alert. Joint Typhoon Warning Center, archiviert vom Original (nicht mehr online verfügbar) am 21. Januar 2015; abgerufen am 19. Januar 2015 (englisch).  Info: Der Archivlink wurde automatisch eingesetzt und noch nicht geprüft. Bitte prüfe Original- und Archivlink gemäß Anleitung und entferne dann diesen Hinweis.
4. ↑  Annual Report on Activities of the RSMC Tokyo – Typhoon Center 2000. (PDF) Japan Meteorological Agency, Februar 2001, S. 3, abgerufen am 9. Juli 2013 (englisch).
5. ↑  Tropical Storm Mekkhala. Japan Meteorological Agency, 17. Februar 2015, archiviert vom Original (nicht mehr online verfügbar) am 28. August 2016; abgerufen am 9. Juli 2016 (englisch).  Info: Der Archivlink wurde automatisch eingesetzt und noch nicht geprüft. Bitte prüfe Original- und Archivlink gemäß Anleitung und entferne dann diesen Hinweis.
6. ↑  Joint Typhoon Warning Center Mission Statement. In: Joint Typhoon Warning Center. United States Navy, 2011, archiviert vom Original am 26. Juli 2007; abgerufen am 9. Juli 2013 (englisch).
7. ↑  JTWC 2015 best track analysis: Tropical Storm 01W: Mekkhala. (DAT) United States Joint Typhoon Warning Center, archiviert vom Original (nicht mehr online verfügbar) am 13. September 2016; abgerufen am 30. August 2016 (englisch).  Info: Der Archivlink wurde automatisch eingesetzt und noch nicht geprüft. Bitte prüfe Original- und Archivlink gemäß Anleitung und entferne dann diesen Hinweis.
8. ↑  Prognostic Reasoning for Tropical Depression 01W January 13, 2015 09z. United States Joint Typhoon Warning Center, 13. Januar 2015, archiviert vom Original (nicht mehr online verfügbar) am 31. August 2003; abgerufen am 30. August 2016 (englisch).  Info: Der Archivlink wurde automatisch eingesetzt und noch nicht geprüft. Bitte prüfe Original- und Archivlink gemäß Anleitung und entferne dann diesen Hinweis.
9. ↑  RSMC Tropical Cyclone Advisory 140600. Japan Meteorological Agency, archiviert vom Original (nicht mehr online verfügbar) am 31. Juli 2016; abgerufen am 19. Januar 2015.  Info: Der Archivlink wurde automatisch eingesetzt und noch nicht geprüft. Bitte prüfe Original- und Archivlink gemäß Anleitung und entferne dann diesen Hinweis.
10. ↑  Prognostic Reasoning for Tropical Depression 01W (One) Warning Nr 04. Joint Typhoon Warning Center, archiviert vom Original (nicht mehr online verfügbar) am 31. August 2003; abgerufen am 19. Januar 2015.  Info: Der Archivlink wurde automatisch eingesetzt und noch nicht geprüft. Bitte prüfe Original- und Archivlink gemäß Anleitung und entferne dann diesen Hinweis.
11. ↑  Severe Weather Bulletin Number One. PAGASA, archiviert vom Original (nicht mehr online verfügbar) am 15. Januar 2015; abgerufen am 19. Januar 2015.  Info: Der Archivlink wurde automatisch eingesetzt und noch nicht geprüft. Bitte prüfe Original- und Archivlink gemäß Anleitung und entferne dann diesen Hinweis.
12. ↑  Prognostic Reasoning for Tropical Storm 01W (Mekkhala) Warning Nr 07. Joint Typhoon Warning Center, archiviert vom Original (nicht mehr online verfügbar) am 31. August 2003; abgerufen am 19. Januar 2015.  Info: Der Archivlink wurde automatisch eingesetzt und noch nicht geprüft. Bitte prüfe Original- und Archivlink gemäß Anleitung und entferne dann diesen Hinweis.
13. 1 2  Prognostic Reasoning for Typhoon 01W (Mekkhala) Warning Nr 14. Joint Typhoon Warning Center, archiviert vom Original (nicht mehr online verfügbar) am 31. August 2003; abgerufen am 19. Januar 2015.  Info: Der Archivlink wurde automatisch eingesetzt und noch nicht geprüft. Bitte prüfe Original- und Archivlink gemäß Anleitung und entferne dann diesen Hinweis.
14. ↑  SSMIS Microwave Imagery of Typhoon 01W (Mekkhala) at 2223Z on January 16, 2015. (JPEG) US Naval Research Laboratory, Marine Meteorology, archiviert vom Original (nicht mehr online verfügbar) am 8. Mai 2018; abgerufen am 19. Januar 2015 (englisch).  Info: Der Archivlink wurde automatisch eingesetzt und noch nicht geprüft. Bitte prüfe Original- und Archivlink gemäß Anleitung und entferne dann diesen Hinweis.
15. ↑  RSMC Tropical Cyclone Advisory 170000. Japan Meteorological Agency, archiviert vom Original (nicht mehr online verfügbar) am 31. Juli 2016; abgerufen am 19. Januar 2015 (englisch).  Info: Der Archivlink wurde automatisch eingesetzt und noch nicht geprüft. Bitte prüfe Original- und Archivlink gemäß Anleitung und entferne dann diesen Hinweis.
16. ↑  SitRep. No. 06 re Effects of Tropical Storm "AMANG" (MEKKHALA). National Disaster Risk Reduction and Management Council, archiviert vom Original (nicht mehr online verfügbar) am 18. Januar 2015; abgerufen am 19. Januar 2015 (englisch).  Info: Der Archivlink wurde automatisch eingesetzt und noch nicht geprüft. Bitte prüfe Original- und Archivlink gemäß Anleitung und entferne dann diesen Hinweis.
17. ↑  RSMC Tropical Cyclone Advisory 171500. Japan Meteorological Agency, archiviert vom Original (nicht mehr online verfügbar) am 31. Juli 2016; abgerufen am 19. Januar 2015 (englisch).  Info: Der Archivlink wurde automatisch eingesetzt und noch nicht geprüft. Bitte prüfe Original- und Archivlink gemäß Anleitung und entferne dann diesen Hinweis.
18. ↑  RSMC Tropical Cyclone Advisory 170900. Japan Meteorological Agency, archiviert vom Original (nicht mehr online verfügbar) am 31. Juli 2016; abgerufen am 19. Januar 2015 (englisch).  Info: Der Archivlink wurde automatisch eingesetzt und noch nicht geprüft. Bitte prüfe Original- und Archivlink gemäß Anleitung und entferne dann diesen Hinweis.
19. ↑  Prognostic Reasoning for Tropical Storm 01W (Mekkhala) Warning Nr 17. Joint Typhoon Warning Center, archiviert vom Original (nicht mehr online verfügbar) am 31. August 2003; abgerufen am 19. Januar 2015 (englisch).  Info: Der Archivlink wurde automatisch eingesetzt und noch nicht geprüft. Bitte prüfe Original- und Archivlink gemäß Anleitung und entferne dann diesen Hinweis.
20. ↑  Prognostic Reasoning for Tropical Depression 01W (Mekkhala) Warning Nr 21. Joint Typhoon Warning Center, archiviert vom Original (nicht mehr online verfügbar) am 31. August 2003; abgerufen am 19. Januar 2015 (englisch).  Info: Der Archivlink wurde automatisch eingesetzt und noch nicht geprüft. Bitte prüfe Original- und Archivlink gemäß Anleitung und entferne dann diesen Hinweis.
21. ↑  Tropical Depression 01W (Mekkhala) Warning Nr 022A Amended and Relocated. Joint Typhoon Warning Center, ehemals im Original (nicht mehr online verfügbar); abgerufen am 19. Januar 2015 (englisch). (Seite nicht mehr abrufbar. Suche in Webarchiven)  Info: Der Link wurde automatisch als defekt markiert. Bitte prüfe den Link gemäß Anleitung und entferne dann diesen Hinweis.
22. ↑  Marine Weather Warning for GMDSS Metarea XI 2015-01-21T00:00:00Z. Japan Meteorological Agency, abgerufen am 21. Januar 2015.
23. ↑  Marine Weather Warning for GMDSS Metarea XI 2015-01-21T06:00:00Z. Japan Meteorological Agency, abgerufen am 21. Januar 2015 (englisch).
24. ↑  Pacific El Nino-Southern Oscillation (ENSO) Applications Climate Center: Localsummary and forecast. In: Pacific ENSO Update. Band 21, Nr. 2, 29. Mai 2015, S. 7 (englisch, weather.gov [PDF]).
25. 1 2  Mar S. Arguelles: Storm 'Amang' leaves 3 people dead, P318.7M in damages in Bicol. In: Philippine News Agency. Interaksyon, 21. Januar 2015, archiviert vom Original (nicht mehr online verfügbar) am 2. April 2015; abgerufen am 24. März 2015 (englisch).  Info: Der Archivlink wurde automatisch eingesetzt und noch nicht geprüft. Bitte prüfe Original- und Archivlink gemäß Anleitung und entferne dann diesen Hinweis.
26. 1 2  SitRep No. 10 re Effects of Tropical Storm "Amang" (MEKKHALA). National Disaster Risk Reduction and Management Council, 20. Januar 2015, archiviert vom Original (nicht mehr online verfügbar) am 22. Januar 2015; abgerufen am 23. Januar 2015 (englisch).  Info: Der Archivlink wurde automatisch eingesetzt und noch nicht geprüft. Bitte prüfe Original- und Archivlink gemäß Anleitung und entferne dann diesen Hinweis.
27. ↑  Pope offers prayers for volunteer who died after Tacloban papal Mass. GMA News, abgerufen am 19. Januar 2015 (englisch).
28. ↑  New typhoon soaks Pope Francis' trip to storm-ravaged Philippine city. Mashable, 16. Januar 2015, abgerufen am 20. Januar 2015.
29. ↑  They’re all safe: Ochoa, Coloma on light plane that skidded in Tacloban. GMA News, 17. Januar 2015, abgerufen am 20. Januar 2015.